# 緊急外科醫生摩托車
緊急外科醫生摩托車是一部只運載外科醫生抵達緊急現場的摩托車。

## 功能
- 運送緊急外科醫生
- 搶先緊急救援

## 使用
當傷者在運送途中需要急救時可以大派用場。

## 歷史
在1998年，德國開始這個先導計畫。在1998年－2000年期間，Weyhe-Leeste、Oberau 及皮爾馬森斯等地開始進行。

## 優點
- 流動性高，特別適合高交通流量的地方
- 狹窄的地方
- 適應任何地方
- 輕便
- 快速抵達現場
- 成本低

## 缺點
- 外科醫生要有駕駛經驗
- 受到天氣影響
- 缺乏支援
- 需要外科醫生單獨應付現場環境
- 傷者的運送問題

## 外部連結
- Förderverein Rettungsmotorrad e.V.
- Artikel des Aral BikerClubs （页面存档备份，存于）